# RAB28
RAB28 (англ. RAB28, member RAS oncogene family) – білок, який кодується однойменним геном, розташованим у людей на 4-й хромосомі. Довжина поліпептидного ланцюга білка становить 221 амінокислот, а молекулярна маса — 24 841.
| 10         |  | 20         |  | 30         |  | 40         |  | 50         |
| ---------- |  | ---------- |  | ---------- |  | ---------- |  | ---------- |
| MSDSEEESQD |  | RQLKIVVLGD |  | GASGKTSLTT |  | CFAQETFGKQ |  | YKQTIGLDFF |
| LRRITLPGNL |  | NVTLQIWDIG |  | GQTIGGKMLD |  | KYIYGAQGVL |  | LVYDITNYQS |
| FENLEDWYTV |  | VKKVSEESET |  | QPLVALVGNK |  | IDLEHMRTIK |  | PEKHLRFCQE |
| NGFSSHFVSA |  | KTGDSVFLCF |  | QKVAAEILGI |  | KLNKAEIEQS |  | QRVVKADIVN |
| YNQEPMSRTV |  | NPPRSSMCAV |  | Q          |  |            |  |            |

A: Аланін

C: Цистеїн

D: Аспарагінова кислота

E: Глутамінова кислота

F: Фенілаланін

G: Гліцин

H: Гістидин

I: Ізолейцин

K: Лізин

L: Лейцин

M: Метіонін

N: Аспарагін

P: Пролін

Q: Глутамін

R: Аргінін

S: Серин

T: Треонін

V: Валін

W: Триптофан

Кодований геном білок за функцією належить до фосфопротеїнів. 
Задіяний у таких біологічних процесах, як ацетилювання, альтернативний сплайсинг, метилювання. 
Білок має сайт для зв'язування з нуклеотидами, ГТФ. 
Локалізований у клітинній мембрані, цитоплазмі, цитоскелеті, мембрані, клітинних відростках.